# 进贤增八
室女座χ，中文名进贤增八，是一颗位于室女座的恆星。根據對它的視差觀測，距離地球約294光年（90秒差距），視星等4.65。

## 特征
進賢增八的光譜型為K2 III，其中代表光度的 'III' 代表它是核心內的氫已經核融合殆盡，並離開主序星階段的巨星。它的質量是太陽的2倍，半徑則是太陽的23倍，因此其光度是182倍太陽光度。進賢增八的表面有效溫度約為4,395 K，代表它是橙色K型恆星。它的金屬量稍高於太陽。
進賢增八有三個光學伴星，天球上角距離173.1角秒的9.1等恆星光譜型K0，另有距離221.2角秒的伴星與光譜型K2，角距離321.2角秒的伴星。這三顆光學伴星與進賢增八並無物理上的關聯。

## 行星系統
2009年7月，天文學家在進賢增八旁發現一顆軌道離心率0.46的巨大太陽系外行星。該行星的軌道周期為835日，質量至少是木星的11倍。觀測資料還顯示有第二顆周期130日的行星存在，但當時並未確認。但在2015年8月19日，智利天文學家確認，質量大約是木星3倍，與母恆星距離和金星與太陽距離相當的第二顆行星被確認存在。
| 成員 (依恆星距離) | 质量          | 半長軸 (AU) | 轨道周期 (天) | 離心率        | 傾角 | 半径 |
| ----------------- | ------------- | ----------- | ------------- | ------------- | ---- | ---- |
| b                 | ≥11.09 ± 1 M⊕ | 2.14 ± 0.03 | 835.477 ± 6   | 0.462 ± 0.069 | —    | —    |